# Тит Педуцей
Тит Педуцей (на латински: Titus Peducaeus) e политик на късната Римска република през 1 век пр.н.е.
През 35 пр.н.е. e суфектконсул с Публий Корнелий Долабела.